# ロタール・オディニウス
ロタール・オディニウス（Lothar Odinius, 1966年1月1日 - ）は、ドイツのテノール歌手。
アーヘン出身。1989年から声楽の勉強を始め、1990年にベルント・ヴァイクルのマスター・クラスに参加した。1991年から1995年までベルリン芸術アカデミーでアンケ・エッガーズに声楽を学んだ。アカデミー在学中からイングリッド・ビョーナー、アルフレート・クラウスやディートリヒ・フィッシャー＝ディースカウの各氏の指導も受けた。1995年から1997年までブルンスヴィック国立歌劇場に所属。2003年にザルツブルクのモーツァルト週間でヴォルフガング・アマデウス・モーツァルトの《コジ・ファン・トゥッテ》でフェルナンド役を歌い、2004年にはフェリックス・メンデルスゾーンの《ボストンから来たおじさん、または二人の甥》の初演や、ハンス・ツェンダーの《ドン・キホーテ》の上演に参加して名声を得た。